# Sphinx perelegans
Sphinx perelegans is een vlinder uit de familie van de pijlstaarten (Sphingidae). De wetenschappelijke naam van de soort werd in 1874 gepubliceerd door William Henry Edwards.

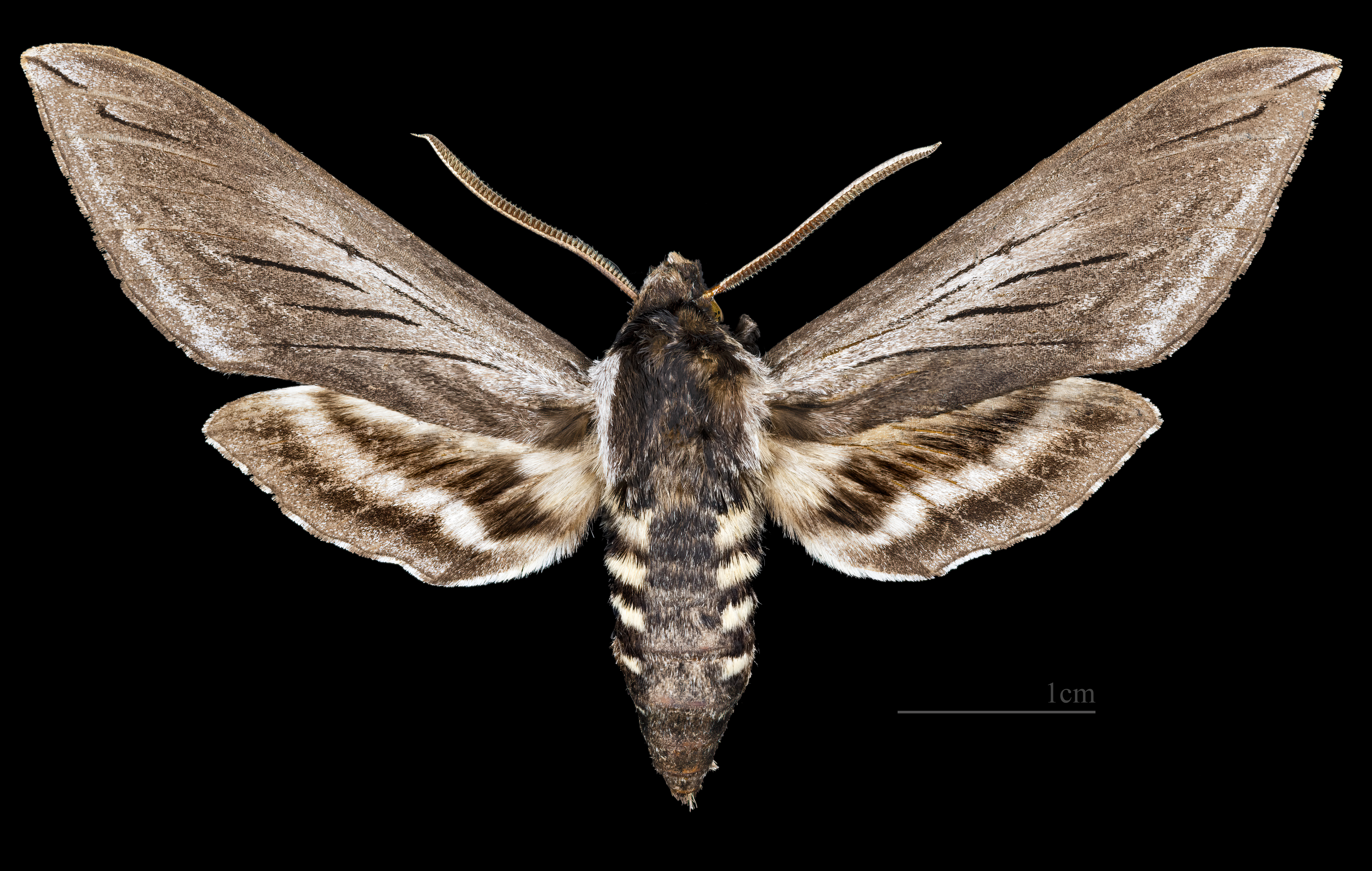
Sphinx perelegans ♂
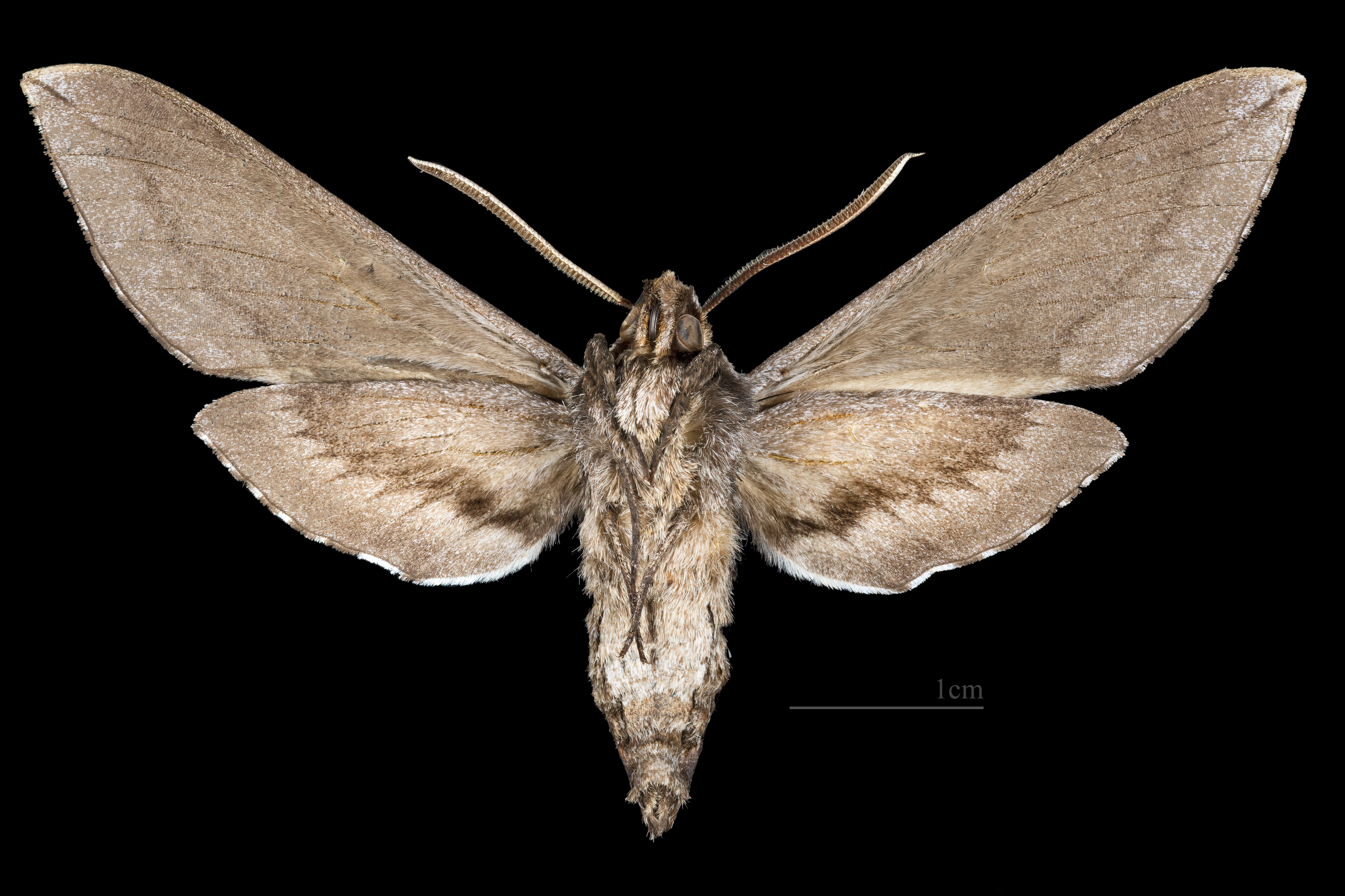
Sphinx perelegans ♂  △
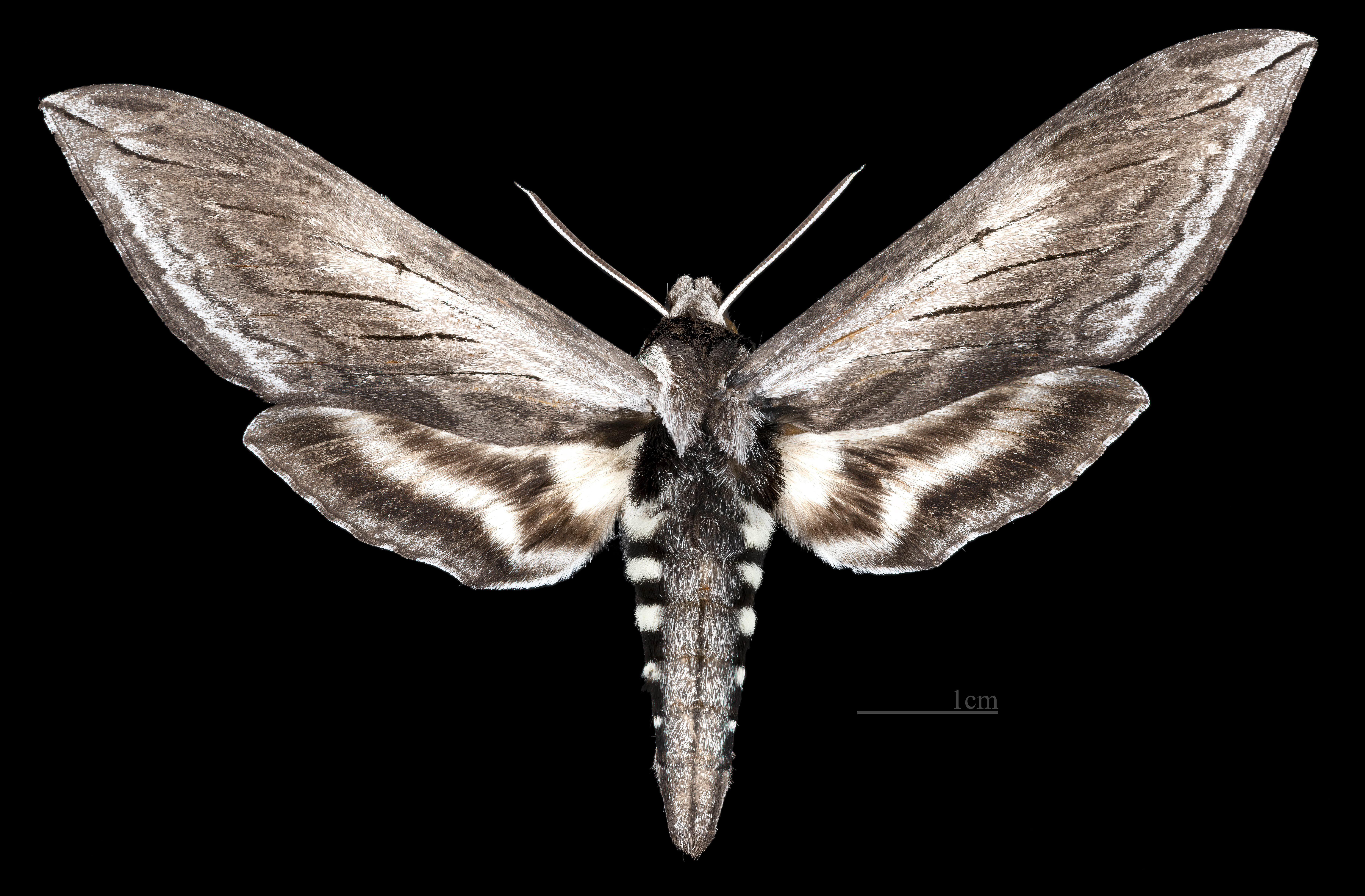
Sphinx perelegans ♀
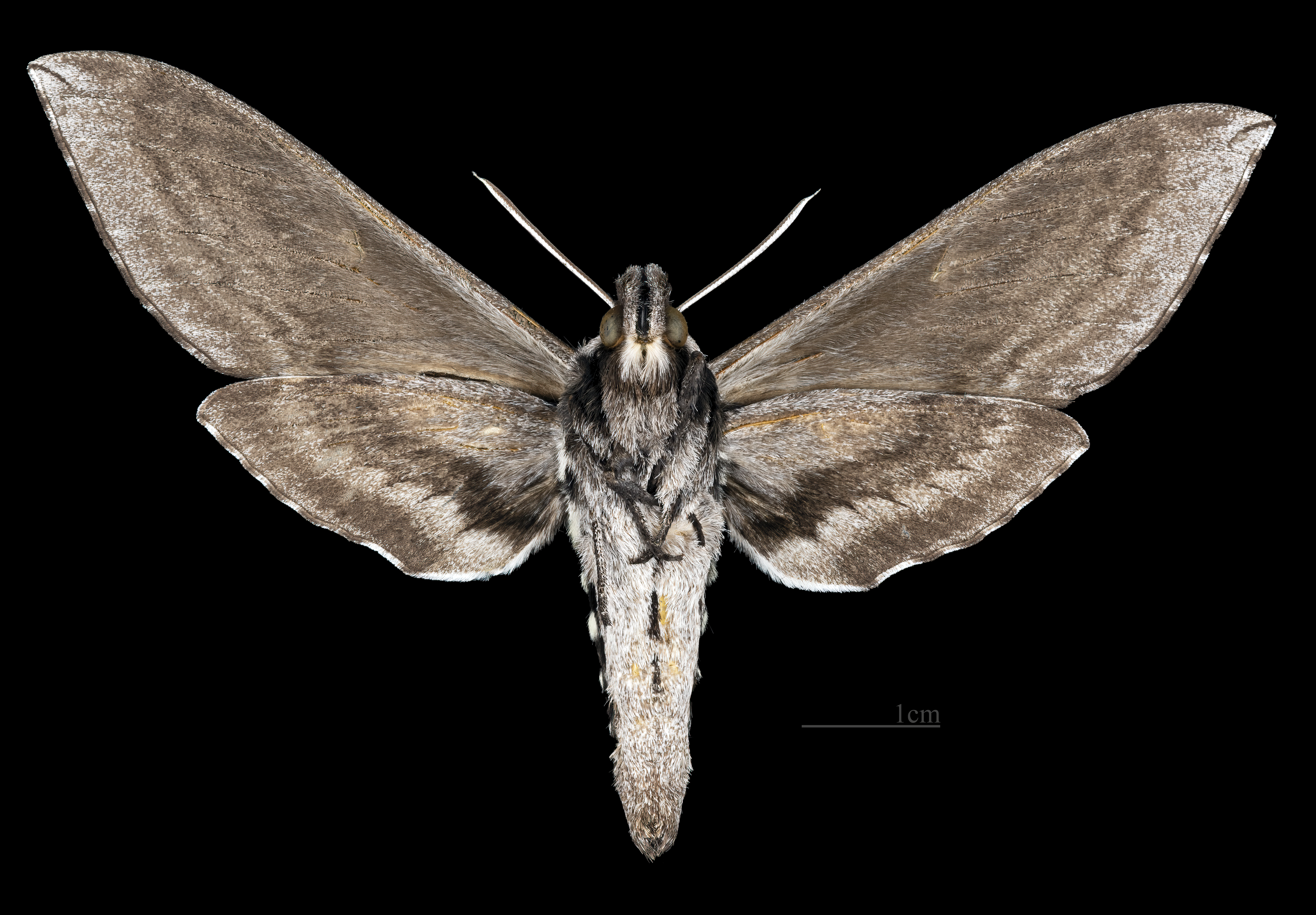
Sphinx perelegans ♀ △